# Euptychia innocentia
Euptychia innocentia är en fjärilsart som beskrevs av Felder 1867. Euptychia innocentia ingår i släktet Euptychia och familjen praktfjärilar. Inga underarter finns listade i Catalogue of Life.